# 藍色海洋的傳說

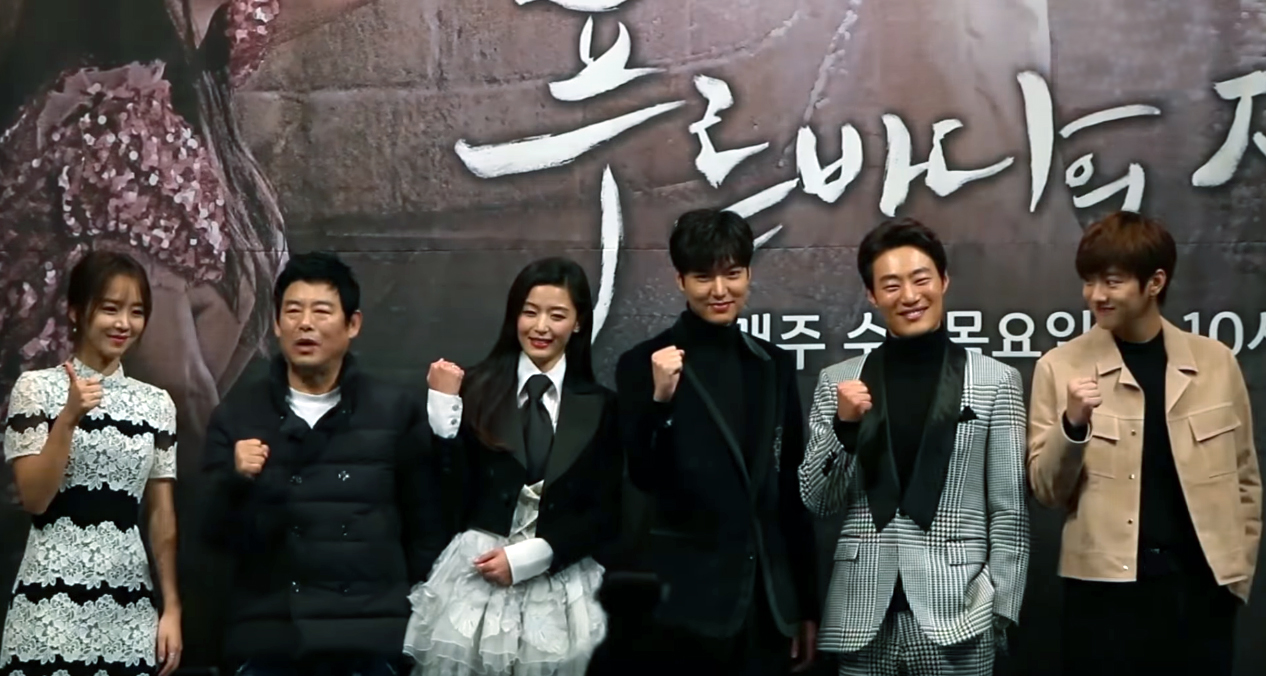
左起申惠善、成東鎰、全智賢、李敏鎬、李熙俊、申原昊出席發布會。

《藍色海洋的傳說》（：／）為韓國SBS於2016年11月16日起播出的特別劇，由李敏鎬和全智賢領銜主演，由《來自星星的你》編劇朴智恩作家執筆，由《城市獵人》、《主君的太陽》、《異鄉人醫生》陳赫導演執導，改編自韓國首部野史集《於于野譚》中的人魚故事，歙谷縣令金聃齡將漁夫捕到的人魚重新放回大海。場景來到現代，講述地球上瀕臨滅絕的人魚沈清（全智賢 飾）遇到都市的天才騙子許俊宰（李敏鎬 飾）後，在適應陸地生活的過程中的一系列愛情故事。

## 演員陣容

### 主要人物
| 演員                                     | 角色   | 介紹 | 國語配音 | 粵語配音                                 | 粵語配音                                 |
| 演員                                     | 角色   | 介紹 | 國語配音 | TVB                                      | Viu                                      |
| 李敏鎬 （幼年：全真㥠） （少年：朴珍榮） | 許俊宰 | 天才騙子，利用優越的外表及出色的頭腦，化身為檢察官、律師、醫生、企業家等，專挑洗黑錢的對象進行詐騙。擅長腦科學知識，利用打火機催眠他人。少年時離家出走，想找到母親並和母親過上好生活，卻遇上騙子趙南斗，走上騙子之路。在西班牙度假時，意外遇上人魚沈清，並對其手上價值連城的玉鐲起興趣，但一如既往騙了財物後，卻首次對這個不知世事，全然信任他的陌生女子油然而生一股罪惡感，並一步一步卸下騙子的心防。 | 李景唐   | 黃啟昌 （幼年：陳琴雲） （少年：陳灝瑋） | 周倚天 （幼年：梁珮瑤） （少年：張添勝） |
| 李敏鎬 （幼年：全真㥠） （少年：朴珍榮） | 金聃齡 | 朝鮮時代從漢陽縣來到江原道歙谷縣的新任縣令，甫上任便與地方旅舍富商楊氏周旋，並從其手中救出人魚，因而得罪楊氏。據說是少年喪妻，從此未再續弦，許俊宰的前世。 | 李景唐   | 黃啟昌 （幼年：陳琴雲） （少年：陳灝瑋） | 周倚天 （幼年：梁珮瑤） （少年：張添勝） |
| 全智賢 （幼年：葛瀟轅） （少年：申恩秀） | 沈清   | 現代人魚，力大無窮。成年後的人魚上岸後尾巴會變成腳。人魚的眼淚會變成珍珠，藉由肢體碰觸可以消除人類的記憶。在西班牙遇上來度假的許俊宰，對一切感到新奇的單純人魚，為愛從西班牙去到陌生的首爾，與許俊宰展開逗趣又糾葛的緣份。 | 魏晶琦   | 鄭麗麗 （少年：凌晞）                    | 王慧珠                                   |
| 全智賢 （幼年：葛瀟轅） （少年：申恩秀） | 世華   | 朝鮮時代的人魚，沈清的前世。一次因緣際會下，認識了金聃齡，兩人從此相識相戀。 | 魏晶琦   | 鄭麗麗 （少年：凌晞）                    | 王慧珠                                   |

### 騙子三人組
| 演員   | 角色   | 介紹 | 國語配音 | 粵語配音 | 粵語配音 |
| 演員   | 角色   | 介紹 | 國語配音 | TVB      | Viu      |
| 李熙俊 | 趙南斗 | 操著一口濃厚方言，擅長各種雜技，引領許俊宰走上騙子之路的前輩。 | 吳文民   | 雷霆     | 何家裕   |
| 李熙俊 | 朴武   | 朝鮮時代江原道歙谷縣旅舍主人楊氏手下的護衛武士。協助若善逃離楊氏追殺，後殺了楊氏，餵洪娘喝黃草烏毒死。                                                                 | 吳文民   | 雷霆     | 何家裕   |
| 申原昊 | 泰伍   | 不常說話的天才駭客，利用豐富的電腦知識為他們的詐騙計劃排解憂患。與許俊宰、趙南斗組成騙子三人組。喜歡沈清，卻在誤打誤撞的情況下向車詩雅告白。后爱上车诗雅并且娶其为妻。 | 歐祖豪   | 張預東   | 張添勝   |

### 許俊宰家族
| 演員                    | 角色                                     | 介紹 | 國語配音 | 粵語配音                | 粵語配音 |
| 演員                    | 角色                                     | 介紹 | 國語配音 | TVB                     | Viu      |
| 李知勳                  | 許致賢                                   | 許俊宰戶籍上的哥哥，姜瑞希的親生子。因為養子的身份，一心想討好父親，忌妒許俊宰。后协助母亲欲害死许俊宰不成，甚至开枪误伤了沈清。最后服毒自杀。 | 吳文民   | 曹啟謙                  | 嚴鎮華   |
| 李知勳                  | 朝鮮時代江原道歙谷縣旅舍主人楊氏的兒子。 | | 吳文民   | 曹啟謙                  | 嚴鎮華   |
| 崔政宇 （青年：丁文晟） | 許日中                                   | 許俊宰的父親，從事房地產的企業家。年輕時為了姜瑞希與前妻毛幽蘭離異，為維持再婚家庭的和諧，對親生子許俊宰特別嚴厲，常起衝突，最終被姜瑞希害死。 | 曹冀魯   | 陳永信 （青年：麥皓豐） | 陳健豪   |
| 羅映姬 （青年：沈宜英） | 毛幽蘭                                   | 許俊宰的生母，在車詩雅家中幫傭。出身有錢人家，所以有著即使打扮樸素仍像主人的貴氣。 | 鄭仁麗   | 陸惠玲                  | 錢惠玲   |
| 羅映姬 （青年：沈宜英） | 金夫人                                   | 金聃齡的母親。 | 鄭仁麗   | 陸惠玲                  | 錢惠玲   |
| 黃薪惠 （青年：吳妍雅） | 姜智賢 / 姜瑞希                          | 許俊宰的繼母，帶著親生子許治賢嫁給許日中。與毛幽蘭是高中同學。嫉妒雙胞胎姊姊姜瑞希被有錢人領養，長大後將其殺害並冒用身分。為達目的不擇手段。為了財產繼承權，指使馬大榮殺害許俊宰。長期對許日中下藥使其接近失明，最後害死許日中。以相同手法謀殺兩位前夫取得遺產並詐領保險金。最终身份罪行都被揭发，遭警方逮捕。 | 陳美貞   | 許盈                    | 羅婉楓   |
| 黃薪惠 （青年：吳妍雅） | 洪娘                                     | 朝鮮時代楊氏身邊的藝妓。為了取得珍珠（人魚的眼淚），帶國望山的大巫女擅闖官衙搜捕世華。 | 陳美貞   | 許盈                    | 羅婉楓   |

### 車詩雅家族
| 演員              | 角色   | 介紹 | 國語配音 | 粵語配音 | 粵語配音 |
| 演員              | 角色   | 介紹 | 國語配音 | TVB      | Viu      |
| 申惠善  | 車詩雅 | 許俊宰的大學同學，韓國科學技術研究院（KAIST）的研究員，喜歡許俊宰，但後來漸漸對泰伍產生好感。後與泰伍相恋并且定婚。 | 傅其慧   | 詹健兒   | 陳雪瑩   |
| 申惠善  | 成京善 | 金聃齡的亡妻，婚後不久死於肺病。                                                                                    | 傅其慧   | 詹健兒   | 陳雪瑩   |
| 文素利            | 安珍珠 | 車詩雅的嫂嫂，聘雇毛幽蘭做家庭幫傭。                                                                                | 魏晶琦   | 曾佩儀   | 梁珮瑤   |
| 文素利            | 四月   | 寡婦，金聃齡家的侍女，常遭金夫人刁難，與三乭相愛。                                                                  | 魏晶琦   | 曾佩儀   | 梁珮瑤   |
| 李在源            | 車東植 | 車詩雅的哥哥。 | 歐祖豪   | 蘇強文   | 孫國統   |
| 李在源            | 三乭   | 鰥夫，金聃齡家的家丁，與四月相愛。                                                                                  | 歐祖豪   | 蘇強文   | 孫國統   |

### 其他人物
| 演員                  | 角色                                                       | 介紹 | 國語配音 | 粵語配音                | 粵語配音 |
| 演員                  | 角色                                                       | 介紹 | 國語配音 | TVB                     | Viu      |
| 成東鎰                | 馬大榮                                                     | 在逃的殺人嫌疑犯，患有憤怒調節障礙。被姜瑞希僱用對許俊宰不利。許致賢的親生父親。                                                               | 曹冀魯   | 潘文柏                  | 周鑫霆   |
| 成東鎰                | 楊氏                                                       | 朝鮮時代江原道歙谷縣旅舍主人，地方勢力可比權貴。捕獲的人魚，卻被新上任的縣令金聃齡所放，又因壓榨漁民的惡行被縣令揭穿，遭受羞辱，因而忿忿不平。 | 曹冀魯   | 潘文柏                  | 周鑫霆   |
| 朴止一 （青年：崔權） | 南成俊                                                     | 許日中的司機及管家，關心許俊宰的長者、好朋友。                                                                                                 | 吳文民   | 張炳強 （青年：張方正） | 陳啟熾   |
| 朴止一 （青年：崔權） | 若善                                                       | 金聃齡的好友。 | 吳文民   | 張炳強 （青年：張方正） | 陳啟熾   |
| 申隣雅                | 徐有娜                                                     | 沈清初到首爾身無分文時給予援助的小女孩，和沈清成為好友。能聽見人魚的心聲，也是沈清唯一無法清除記憶的人。                                       | 傅其慧   | 何璐怡                  | 楊頴詩   |
| 申隣雅                | 漁村裡的小女孩，能聽見人魚的心聲，父親是漁夫，母親是人魚。 | | 傅其慧   | 何璐怡                  | 楊頴詩   |
| 朴海秀                | 洪東表                                                     | 追捕馬大榮的刑警，常被許俊宰假扮身份，趙南斗給他取了綽號「瘋傻」，發瘋的傻子。後與許俊宰合作追捕馬大榮。                                       | 曹冀魯   | 陳欣                    | 陳啟熾   |
| 朴海秀                | 金顯                                                       | 朝鮮時代執行金聃齡發配令的官員，金聃齡曾救過其父親。                                                                                           | 曹冀魯   | 陳欣                    | 陳啟熾   |
| 高圭弼                | 韓成泰                                                     | 明洞投資公司老闆張珍玉的下屬。 | 歐祖豪   | 陳卓智                  | 周鑫霆   |
| 金康鉉                |                                                            | 基層員警。 | 歐祖豪   | 麥皓豐                  | 陳健豪   |
| 金康鉉                | 歙谷縣官衙內的捕快，趕去通知金聃齡有人來官衙抓世華的消息。 | | 歐祖豪   | 麥皓豐                  | 陳健豪   |
| 金炳春                |                                                            | 沈清車禍所住醫院的副院長。 | 曹冀魯   | 馮志輝                  | 周鑫霆   |
| 李豪宰                | 陳慶源                                                     | 神經精神科教授。許俊宰的大學教授，亦曾是馬大榮的治療師。                                                                                       | 吳文民   | 馮志輝                  | 陳冠宏   |
| 李豪宰                | 川成                                                       | 朝鮮時代楊氏身旁的老漁夫，擁有豐富的人魚知識，謎一般的人物。                                                                                   | 吳文民   | 馮志輝                  | 陳冠宏   |
| 金惠奫                |                                                            | 張珍玉的女兒（EP3） |          | 黃昕瑜                  | 成樂怡   |

### 特別出演
| 演員    | 角色              | 介紹 | 出場集數               | 國語配音 | 粵語配音 | 粵語配音 |
| 演員    | 角色              | 介紹 | 出場集數               | 國語配音 | TVB      | Viu      |
| 金成鈴  | 張珍玉            | 明洞投資公司的老闆，遭許俊宰三人詐騙大量財產，氣憤之下派人到西班牙追殺許俊宰。其兒女皆在校內校外霸凌同學，並有人因此自殺。 | 1-3                    | 鄭仁麗   | 梁少霞   | 姜嘉蕾   |
| Krystal | 裴敏智            | 許俊宰在飛機上遇見的空姐。                                                                                                 | 1                      | 傅其慧   | 黃昕瑜   | 顧詠雪   |
| 安宰弘  | 金奉德 （托瑪士） | 許俊宰與趙南斗的好友，詐騙集團「門薩同盟」的成員。在西班牙時幫助許俊宰和人魚在教會躲避壞人。                               | 2                      | 吳文民   | 周倚天   | 孫國統   |
| 洪真慶  |                   | 無法放棄時尚，流浪首爾街頭的露宿者，沈清的好友。                                                                           | 3、5、9、11、15-17、20 | 陳美貞   | 謝潔貞   | 莊巧兒   |
| 車太鉉  |                   | 沈清在漢江旁遇見的騙子，以上貢祖先的名義騙取財物。                                                                         | 4                      | 曹冀魯   | 陳廷軒   | 陳健豪   |
| 朴真珠  |                   | 醫院內負責送餐至病房的員工。                                                                                               | 6                      | 陳美貞   | 何寶珊   | 羅婉楓   |
| 金秀珍  |                   | 因女兒於醫療事故中身亡而在醫院門口舉牌抗議的女性。                                                                         | 6                      | 陳美貞   | 蔡惠萍   | 陳雪瑩   |
| 曹政奭  | 劉正勳            | 沈清在漢江旁遇見的消防隊員，其真實身份為男性人魚，因深愛的女人和他人結婚後仍不願回到大海，最終心臟麻痺死亡。               | 7-8                    | 曹冀魯   | 李凱傑   | 郭湛深   |
| 鄭柔美  | 金慧珍            | 劉正勳一生所愛的人。 | 8                      | 鄭仁麗   | 黃昕瑜   | 成樂怡   |
| 金善映  |                   | 因夫婦吵架而暫住在汗蒸房的大嬸。                                                                                           | 11                     | 鄭仁麗   | 沈小蘭   | 莊巧兒   |
| 林元熙  |                   | 明誠大學醫院醫生，沈清中槍後的主治醫師。                                                                                   | 19                     | 曹冀魯   | 蕭徽勇   | 陳健豪   |
| 金瑟琪  |                   | 沈清回到首爾後遇見的新上岸的人魚。                                                                                         | 20                     | 陳美貞   | 凌晞     | 成樂怡   |

## 原聲帶
- Part.1（發行日期：2016年11月17日）

| 曲序 | 曲目                | 演唱 | 时长 |
| ---- | ------------------- | ---- | ---- |
| 1.   | Love Story          | LYn  | 3:30 |
| 2.   | Love Story（Inst.） |      | 3:30 |

- Part.2（發行日期：2016年11月24日）

| 曲序 | 曲目                            | 演唱   | 时长 |
| ---- | ------------------------------- | ------ | ---- |
| 1.   | 那名為你的世界（그대라는 세상） | 尹未來 | 3:37 |
| 2.   | 那名為你的世界（Inst.）         |        | 3:37 |

- Part.3（發行日期：2016年11月25日）

| 曲序 | 曲目                        | 演唱 | 时长 |
| ---- | --------------------------- | ---- | ---- |
| 1.   | 傾心於你（너에게 기울어가） | 鄭燁 | 3:46 |
| 2.   | 傾心於你（Inst.）           |      | 3:46 |

- Part.4（發行日期：2016年12月1日）

| 曲序 | 曲目                                  | 演唱                 | 时长 |
| ---- | ------------------------------------- | -------------------- | ---- |
| 1.   | 如少年般悸動不已（설레이는 소년처럼） | 河鉉雨（Guckkasten） | 3:29 |
| 2.   | 如少年般悸動不已（Inst.）             |                      | 3:29 |

- Part.5（發行日期：2016年12月8日）

| 曲序 | 曲目                            | 演唱   | 时长 |
| ---- | ------------------------------- | ------ | ---- |
| 1.   | 無論何地何時（어디선가 언젠가） | 成始璄 | 4:31 |
| 2.   | 無論何地何時（Inst.）           |        | 4:31 |

- Part.6（發行日期：2016年12月15日）

| 曲序 | 曲目             | 演唱   | 时长 |
| ---- | ---------------- | ------ | ---- |
| 1.   | 風之花（바람꽃） | 李仙姬 | 4:11 |
| 2.   | 風之花（Inst.）  |        | 4:11 |

- Part.7（發行日期：2016年12月22日）

| 曲序 | 曲目             | 演唱        | 时长 |
| ---- | ---------------- | ----------- | ---- |
| 1.   | 傻瓜啊（바보야） | Ken（VIXX） | 3:13 |
| 2.   | 傻瓜啊（Inst.）  |             | 3:13 |

- Part.8（發行日期：2016年12月29日）

| 曲序 | 曲目                               | 演唱     | 时长 |
| ---- | ---------------------------------- | -------- | ---- |
| 1.   | 我為什麼會這樣呢（내가 왜 이럴까） | 咖啡少年 | 3:13 |
| 2.   | 我為什麼會這樣呢（Inst.）          |          | 3:13 |

- Part.9（發行日期：2017年1月6日）

| 曲序 | 曲目                        | 演唱   | 时长 |
| ---- | --------------------------- | ------ | ---- |
| 1.   | Day By Day（하루에 하나씩） | 朴允夏 | 3:08 |
| 2.   | Day By Day（Inst.）         |        | 3:08 |

- Part.10（發行日期：2017年1月12日）

| 曲序 | 曲目              | 演唱              | 时长 |
| ---- | ----------------- | ----------------- | ---- |
| 1.   | 萬一（만에 하나） | 金世正（gu9udan） | 4:15 |
| 2.   | 萬一（Inst.）     |                   | 4:15 |

- Part.11（發行日期：2017年1月19日）

| 曲序 | 曲目             | 演唱     | 时长 |
| ---- | ---------------- | -------- | ---- |
| 1.   | 愛情路（사랑길） | Min Chae | 3:54 |
| 2.   | 愛情路（Inst.）  |          | 3:54 |

- Score Part.1（發行日期：2016年12月2日）

| 曲序 | 曲目           | 演奏   | 时长 |
| ---- | -------------- | ------ | ---- |
| 1.   | Sound Of Ocean | 吉俁良 | 2:56 |
| 2.   | Memories       | 吉俁良 | 3:27 |
| 3.   | The Last Time  | 吉俁良 | 1:58 |

- Score Part.2（發行日期：2016年12月9日）

| 曲序 | 曲目                                                       | 演奏            | 时长 |
| ---- | ---------------------------------------------------------- | --------------- | ---- |
| 1.   | 隱藏的故事（Feat. 韓亞凜）（숨겨진 이야기 (Feat. 한아름)） | The Second Moon | 3:54 |
| 2.   | 我的名字（Feat. 韓亞凜）（나의 이름 (Feat. 한아름)）       | The Second Moon | 2:37 |
| 3.   | 找尋你的道路（너를 찾아 가는길）                           | The Second Moon | 1:30 |
| 4.   | 下回同一時間（다음 이시간에）                              | The Second Moon | 1:44 |

### 其他搭配歌曲
- 台灣衛視中文台首播版本
  - 片頭曲：陳彥允《夢中情人》
  - 片尾曲：陳彥允《I'm Burning》
- 台灣衛視中文台重播版本
  - 片頭曲：蕭敬騰《讓我為你唱情歌》
  - 片尾曲：蕭敬騰《你會在哪呢》
- 台灣台視版本
  - 片頭曲：UNDER LOVER《角度》
  - 片尾曲：UNDER LOVER《愛情太傷人》

## 收視率

### 韓國
| 集數       | 播出日期   | TNmS 收視率      | TNmS 收視率    | AGB 收視率       | AGB 收視率        | AGB 收視率     | AGB 收視率        |
| 集數       | 播出日期   | 大韓民國（全國） | 首爾（首都圈） | 大韓民國（全國） | 所 有 節 目 排 名 | 首爾（首都圈） | 所 有 節 目 排 名 |
| ---------- | ---------- | ---------------- | -------------- | ---------------- | ----------------- | -------------- | ----------------- |
| 1          | 2016/11/16 | 15.4%            | 18.9%          | 16.4%            | 4                 | 18.0%          | 2                 |
| 2          | 2016/11/17 | 16.2%            | 20.1%          | 15.1%            | 4                 | 16.4%          | 4                 |
| 3          | 2016/11/23 | 16.6%            | 19.6%          | 15.7%            | 4                 | 17.2%          | 4                 |
| 4          | 2016/11/24 | 17.9%            | 21.3%          | 17.1%            | 4                 | 18.4%          | 3                 |
| 5          | 2016/11/30 | 16.4%            | 18.4%          | 16.8%            | 3                 | 18.5%          | 1                 |
| 6          | 2016/12/01 | 18.1%            | 20.2%          | 18.9%            | 2                 | 22.1%          | 1                 |
| 7          | 2016/12/07 | 15.8%            | 18.1%          | 17.4%            | 2                 | 19.2%          | 1                 |
| 8          | 2016/12/08 | 17.4%            | 19.7%          | 17.4%            | 2                 | 19.1%          | 2                 |
| 9          | 2016/12/14 | 14.8%            | 16.4%          | 16.6%            | 2                 | 18.8%          | 2                 |
| 10         | 2016/12/15 | 16.8%            | 19.2%          | 17.5%            | 2                 | 19.3%          | 2                 |
| 11         | 2016/12/21 | 17.7%            | 20.1%          | 16.7%            | 3                 | 18.1%          | 2                 |
| 12         | 2016/12/22 | 16.3%            | 18.0%          | 17.3%            | 3                 | 18.7%          | 2                 |
| 13         | 2016/12/28 | 15.8%            | 18.4%          | 16.0%            | 4                 | 17.2%          | 3                 |
| 14         | 2017/01/04 | 15.1%            | 18.1%          | 17.8%            | 3                 | 18.7%          | 2                 |
| 15         | 2017/01/05 | 15.9%            | 19.4%          | 18.3%            | 3                 | 20.1%          | 2                 |
| 16         | 2017/01/11 | 15.1%            | 19.0%          | 18.9%            | 3                 | 20.7%          | 2                 |
| 17         | 2017/01/12 | 18.9%            | 22.2%          | 20.8%            | 2                 | 23.0%          | 2                 |
| 18         | 2017/01/18 | 16.5%            | 18.4%          | 18.3%            | 3                 | 19.9%          | 2                 |
| 19         | 2017/01/19 | 18.7%            | 20.4%          | 21.0%            | 2                 | 22.2%          | 2                 |
| 20         | 2017/01/25 | 16.2%            | 18.4%          | 17.9%            | 3                 | 18.8%          | 2                 |
| 平均收視率 | 平均收視率 | 16.58%           | 19.22%         | 17.60%           |                   | 19.22%         |                   |
| 特別篇     | 2016/12/29 | 11.5%            | 13.3%          | 11.2%            |                   | 12.3%          |                   |

*收視最低的集數以藍色表示，收視最高的集數以紅色表示，而空格則表示該集的收視沒有相關數據。
- 資訊來源:TNMS （页面存档备份，存于）&AGB NIELSON （页面存档备份，存于）

- 同時段競爭節目
- KBS ：《Oh My 錦朏》、《赤身的消防員》、《金科長》
- MBC：《舉重妖精金福珠》、《Missing9》

### 台灣衛視中文台
| 臺灣 衛視中文台 首播收视率 （AGB） |      |                       |        | |
| 集數                               | 週數 | 播出日期              | 收视率 | 備註 |
| 1-2                                | 1    | 2017.4.6－2017.4.7    |        | 非同步播出 ! 首播每日含重播時段 總計10小時,首播觸及130萬人收看,創2017YTD有線電視短篇韓劇收視排行第一,瞬間收視更高達2.18。 |
| 3-7                                | 2    | 2017.4.10－2017.4.14  | 0.89   | 首播後收視持續攀升，播出第5集;在韓劇收視主力人口25歲至49歲女性觀眾群收視飆到1.64。                                        |
| 8-12                               | 3    | 2017.4.17－2017.4.21  | 1.04   | |
| 13-17                              | 4    | 2017.4.24－2017.4.28  | 1.18   | |
| 18-22                              | 5    | 2017.5.1－2017.5.5    | 1.17   | |
| 23-27                              | 6    | 2017.5.8－2017.5.12   | 1.36   | 12日全台不重複收視人口達263萬人，收視亮眼。'在25歲至49歲女性觀眾族群收視各為2.09、1.98、1.96。                            |
| 28-29                              | 7    | 2017.5.15 - 2017.5.16 | 1.58   | 16日播出大結局，創高收視率 吸睛625萬人 2017韓劇稱冠。                                                                     |
| 平均收視率                         |      |                       |        | |

1. 数据由AGB尼爾森調查，調查範圍是四歲以上收看電視之觀眾。

### 台灣衛視中文台重播收視率-日報
- 2018（5/15-6/4)全台18:00-22:00

| 臺灣 衛視中文台 重播收视率 （AGB） |                 |        |      |             |
| 集數                               | 播出日期        | 收视率 | 排名 | 備註        |
| 1-2                                | 2018.5.15（二） | 1.35%  | 9    | 21:00-22:00 |
| 3-4                                | 2018.5.16（三） | 1.38%  | 6    | 20:00-22:00 |
| 5-6                                | 2018.5.17（四） | 1.47%  | 4    | 20:00-22:00 |
| 7-8                                | 2018.5.18（五） | 0.65%  | 31   | 20:00-22:00 |
| 9-10                               | 2018.5.21（一） | 1.5%   | 4    | 20:00~22:00 |
| 11-12                              | 2018.5.22（二） | 1.49%  | 4    | 20:00~22:00 |
| 13-14                              | 2018.5.23（三） | 1.31%  | 7    | 20:00~22:00 |
| 15-16                              | 2018.5.24 (四)  | 1.39%  | 6    | 20:00~22:00 |
| 17-18                              | 2018.5.25 (五)  | 0.67%  | 28   | 20:00~22:00 |
| 19-20                              | 2018.5.28 (一） | 1.62%  | 3    | 20:00~22:00 |
| 21-22                              | 2018.5.29 (二)  | 1.41   | 5    | 20:00~22:00 |
| 23-24                              | 2018.5.30 (三)  | 1.23%  | 8    | 20:00~21:00 |
| 25-26                              | 2018.5.31 (四)  | 1.31%  | 7    | 20:00~21:00 |
| 27-28                              | 2018.6.1 (五)   | 0.7%   | 29   | 20:00~21:00 |
| 29-30                              | 2018.6.4 (ㄧ)   | 1.48%  | 5    | 20:00~21:00 |
| 平均收視率                         | 平均收視率      | 1.264% |      |             |

### 菲律賓全國收視率-前20名排行榜
- 菲律賓 首播時段為下午5:00

| 菲律賓 ABS-CBN 首播收视率 （Kantar Media 全國） |            |        |      |                               |
| 集數                                            | 播出日期   | 收视率 | 排名 | 備註                          |
| 1                                               | 2017.5.8   | 15.5%  | 12   | 非同步播出, SNS全國話題榜第一 |
| 2                                               | 2017.5.9   | 15.9%  | 12   | SNS全國話題榜第一             |
| 3                                               | 2017.5.10  | 15.2%  | 14   | SNS全國話題榜第一             |
| 4                                               | 2017.5.11  | 15.7%  | 11   | SNS全國話題榜第一             |
| 5                                               | 2017.5.12  | 16.4%  | 12   | SNS全國話題榜第一             |
| 6                                               | 2017.5.15  | 14.1%  | 15   | SNS全國話題榜第二             |
| 7                                               | 2017.5.16  | 17.8%  | 9    | SNS全國話題榜第一             |
| 8                                               | 2017.5.17  | 16.5%  | 9    | SNS全國話題榜第一             |
| 9                                               | 2017.5.18  | 16.4%  | 11   | SNS全國話題榜第三             |
| 10                                              | 2017.5.19  | 15.1%  | 13   | SNS全國話題榜第三             |
| 11                                              | 2017.5.22  | 17.1%  | 10   | SNS全國話題榜第一             |
| 12                                              | 2017.5.23  | 15.3%  | 12   | SNS全國話題榜第一             |
| 13                                              | 2017.5.24  | 16.1%  | 11   | SNS全國話題榜第八             |
| 14                                              | 2017.5.25  | 16.9%  | 10   | SNS全國話題榜第一             |
| 15                                              | 2017.5.26  | 16.5%  | 9    | SNS全國話題榜第二             |
| 16                                              | 2017.5.29  | 17%    | 9    | SNS全國話題榜第三             |
| 17                                              | 2017.5.30  | 18.4%  | 9    | SNS全國話題榜第五             |
| 18                                              | 2017.5.31  | 15.1%  | 12   | SNS全國話題榜第二             |
| 19                                              | 2017.6.1   | 15.8%  | 12   | SNS全國話題榜第四             |
| 20                                              | 2017.6.2   | 15.6%  | 12   | SNS全國話題榜第四             |
| 21                                              | 2017.6.5   | 15.6%  | 10   | SNS全國話題榜第三             |
| 22                                              | 2017.6.6   | 16%    | 9    | SNS全國話題榜第三             |
| 23                                              | 2017.6.7   | 沒發佈 |      |                               |
| 24                                              | 2017.6.8   | 16.6%  | 11   | SNS全國話題榜第五             |
| 25                                              | 2017.6.9   | 16.9%  | 9    |                               |
| 26                                              | 2017.6.12  | 17%    | 11   |                               |
| 27                                              | 2017.6.13  | 14.6%  | 15   | SNS全國話題榜第四             |
| 28                                              | 2017.6.14  | 14.5%  | 12   |                               |
| 29                                              | 2017.6.15  | 沒發佈 |      |                               |
| 30                                              | 2017.6.16  | 14.2%  | 16   |                               |
| 31                                              | 2017.6.19  | 14.8%  | 12   | SNS全國話題榜第五             |
| 32                                              | 2017.6.20  | 16.6%  | 9    |                               |
| 33                                              | 2017.6.21  | 16%    | 10   |                               |
| 34                                              | 2017.6.22  | 15.5%  | 11   |                               |
| 35                                              | 2017.6.23  | 15.7%  | 13   | SNS全國話題榜第五             |
| 36                                              | 2017.6.26  | 15.5%  | 14   | SNS全國話題榜第五             |
| 37                                              | 2017.6.27  | 14.9%  | 9    |                               |
| 38                                              | 2017.6.28  | 15.4%  | 7    |                               |
| 39                                              | 2017.6.29  | 15.5%  | 12   |                               |
| 40                                              | 2017.6.30  | 15.9%  | 10   |                               |
| 41                                              | 2017.7.3   | 16.1%  | 8    |                               |
| 42                                              | 2017.7.4   | 17.3%  | 8    | SNS全國話題榜第2名            |
| 43                                              | 2017.7.5   | 14.9%  | 10   |                               |
| 44                                              | 2017.7.6   | 14.9%  | 11   |                               |
| 45                                              | 2017.7.7   | 14.8%  | 11   |                               |
| 46                                              | 2017.7.10  | 15.4%  | 10   |                               |
| 47                                              | 2017.7.11  | 17.6%  | 8    |                               |
| 48                                              | 2017.7.12  | 16.9%  | 9    |                               |
| 49                                              | 2017.7.13  | 17.3%  | 7    |                               |
| 50                                              | 2017.7.14  | 16.3%  | 8    | SNS全國話題榜第3名            |
| 平均收視率                                      | 平均收視率 | 16%    |      |                               |

*收視最低的集數以藍色表示，收視最高的集數以紅色表示，而空格則表示該集的收視沒有相關數據。
- 收視率排名為全國前20名排行榜

## 選角
2016年5月30日，李敏鎬、全智賢確定出演。製作公司文化倉庫的相關人士表示：「朴智恩編劇在構想劇本的時候就希望李敏鎬與全智賢出演這部作品，並為兩人設計了人物角色。兩位主演也是衝著編劇和導演，最終決定出演該劇，希望大家多多期待。」
- 全智賢和朴智恩編劇繼《來自星星的你》後時隔3年再度同台合作。
- 李敏鎬和陳赫導演繼《城市獵人》後時隔5年再度同台合作。
- 李熙俊和朴智恩編劇繼《順藤而上的你》後時隔4年再度合作。
- 申惠善和崔政宇繼《五個孩子》後再度合作。

## 導演訪談
結局的意義
「最初製作這部作品時，就想透過不一樣的眼睛來看我們生活的世界。人魚來到人類世界時，雖然怎麼看都很獨特，但人魚是單純的。飽含對我們生活的世界如何圓滿走一遭的提問。人魚看著人們往來的模樣，好奇著那些人們是否幸福。對人魚而言，幸福是單純的，和所愛的人在一起就是幸福。所以我們想要寄寓人魚遇見的週遭的人都成長並幸福的故事。俊宰雖然有著許多傷痛，但遇見人魚，克服並成長的故事，不是想寄寓成功，而是他自身幸福的模樣。我們大部份人不都是那樣活著嗎。和家人無憂地生活，和所愛的人在一起，不就是人生最終的目標嗎。當然期待世界的眼光也可能不一樣，但那樣生活的話，不也是滿足的人生嗎，想說這樣的故事。」
「希望觀眾透過這部電視劇得到一點安慰也好，就算只有一個觀眾在這部電視劇獲得感動也好。日本電影中有部作品叫《ラヂオの時間》，是關於逐漸沒落的廣播劇的故事。製作團隊創作廣播劇的同時，產生了矛盾，搞得一團亂。某個卡車司機平常什麼也不聽，因為聽了那部劇深受感動，就闖入電台，稱讚那是最棒的劇。製作團隊在製作廣播劇期間，衝突太嚴重，兩度都說不做了，但聽了那句稱讚，便說「下回再做一次看看吧。」這部電影深深打動了我。當然在製作作品時抱持遠大的目標是很好，但有時候收到信，某個觀眾寫說我的作品是他的人生電視劇。我想這樣的觀眾即使只有一兩位，我的目標也算實現了。我的人生如果不做電視劇，我活著又能帶給誰這樣的感動呢。」
製作的挑戰
「從水中拍攝到許多海外拍攝，真的是拍攝很辛苦的一部電視劇。其他工作人員在終放宴上也很憂鬱不捨。雖然拍攝已經結束，不知為何感覺好像還得再拍，我果然還沒有電視劇結束的真實感啊。」
「《藍色海洋的傳說》是挑戰。一般電視劇製作都會有對那個場面有經驗的工作人員，就算沒有經驗，也可以試圖從其他作品參考作為準備，但是沒有電視劇像我們的電視劇一樣有那麼多水中拍攝，一個個場面都要實現水中世界也是前所未有。我們沒辦法像好萊塢那樣全用電腦特效，所以必須拍得"逼真"。拍攝時沒人能確認成果會如何，演員也必須一面看著藍屏揣想，一面拍攝成品。出來的成品，有好的場面，也有不如所想的，所以是挑戰。我們都開玩笑說，是為了給下一個拍攝這種場面的人當作指南（笑）。即使如此，能和我們國家最棒的作家和工作團隊，最棒的演員一起工作是很大的榮幸，這樣的機會很難得。」
「和十年前比較時，電視劇題材變得更多元了。在過去，能製作的故事有其限制，不是想法上的限制，而是製作條件的限制。以前只要有一個汽車事故的場面就很了不起了，水中拍攝有一幕就很不得了。但是因為現在觀眾不只會看我們國家的電視劇，這些都不算了不起的場面了。我們製作團隊要和世界的作品抗衡，是很辛苦的狀況。」
對演員們感到抱歉
「以全智賢李敏鎬為首的所有演員我都感到很抱歉。拍電視劇時常會這樣，「要是我再拍好一點就好了，再給他們更好的拍攝條件就好了」這樣想著。尤其這次很多野外拍攝，不是內景。」
全智賢在寒冷的冬天也必須下水，真是難以言喻多不易的拍攝。水中拍攝成果的成敗，會隨著演員如何表現而變化。導演我在水外指導怎麼演，演員在水中透過擴音器聽我說的去演。一般陸上拍攝我和演員一同呼吸，演員感到困難時，有什麼痛苦或心情都能知道，但在水中不一樣，全智賢就算辛苦也要演，是忍著在做的。我在水外看全智賢在水中努力拍攝時，以為沒問題就繼續進行，但出來水面時她辛苦的模樣都讓我感到很抱歉。像我們一樣水中拍攝的電視劇並不多，我一開始也沒辦法很快知道演員什麼時候感到辛苦。這點真的很抱歉。再者，在水中睜眼演戲也是很痛很辛苦的吧。
李敏鎬也因為常要進入水中很辛苦。哭的場面又特別多。在寒冷的冬天裡，光是哭的場面一天就有三場要拍。光拍一場都很辛苦了，但他一句怨言也沒有，直到最後都集中於演技。真的很感謝。看著兩位想著，能成為明星演員是有理由的。」
「朴智恩作家是讓人叫絕又閃閃發光，有很多想法的作家。對自身和作品很嚴格，徹底執行自我檢視的作家。在電視劇裡，劇本真的很重要。身為導演能夠相信跟隨劇本，就像得到很大的資產，導演引領作品時，很多負擔也會減輕。因為不是事前製作，一邊要持續24小時的拍攝，一邊收到劇本故事是很辛苦又疲憊的部分。但是朴作家是能夠信任託付、值得期待的出色作家。而且她本來人就很好，會擔心製作團隊和演員會不會太辛苦，很為他人著想。」
最特別的場面
「陸上拍攝大概就是一開始的西班牙海外拍攝了。拍攝的地點很多，愛情戲、喜劇、動作戲等，得擔負多樣化場面，困難的拍攝雖然很多，但這次在海外拍攝，演員們的努力交出了好成果，成為很大的助力。尤其，戲一開始設置了不會說話的人魚，李敏鎬演員要領戲的場面很多，拍動作戲一面要互相配合動作，同時要做出加倍戲劇化的趣味等，西班牙的幾個場面，可以看到李敏鎬演員的功勞很大。多虧演出的順利，很感激。」
與李敏鎬再次合作的感想
陳赫導演表示：「首先李敏鎬變得更加帥氣，從青年成長為男人了。在劇中的許俊宰是很多變的角色，（李敏鎬）展示了像八色鳥一樣的不同面貌，還有支撐了後半段劇情的成熟演技讓我覺得驚豔。失去爸爸的眼淚、因為沈清而哭泣，有很多淚水的戲分，每當這時（李敏鎬）就會讓我感到驚訝。他的瞬間集中力非常好，即使在冷天也奮不顧身的投入演出，並且仔細地觀看螢幕審視自己的演技。即使他現在已經從明星成長為演員，在現場看，無論是三年前還是現在，都是非常誠摯的好演員，這點似乎並沒有改變。無論什麼時候，始終保持謙遜，對演技認真的模樣很帥氣。還有拍攝的後半段，李敏鎬本人也非常疲累，但為了現場的工作人員們是買單飯車和咖啡車最多次的演員。想著一定要說出來讓大家知道，他的內心真的很美好。」

## 獎項
| 年度   | 頒獎典禮                   | 獎項                                    | 入圍者         | 結果 |
| 2016年 | SBS演技大賞                | 體裁、幻想類電視劇部門 男子最優秀演技賞 | 李敏鎬         | 獲獎 |
| 2016年 | SBS演技大賞                | 體裁、幻想類電視劇部門 女子最優秀演技賞 | 全智賢         | 提名 |
| 2016年 | SBS演技大賞                | 幻想類電視劇部門 男子優秀演技賞         | 李熙俊         | 提名 |
| 2016年 | SBS演技大賞                | 幻想類電視劇部門 女子優秀演技賞         | 申惠善         | 提名 |
| 2016年 | SBS演技大賞                | 幻想類電視劇部門 女子優秀演技賞         | 黃薪惠         | 提名 |
| 2016年 | SBS演技大賞                | 幻想類電視劇部門 男子特別演技賞         | 成東鎰         | 獲獎 |
| 2016年 | SBS演技大賞                | 幻想類電視劇部門 男子特別演技賞         | 李知勳         | 提名 |
| 2016年 | SBS演技大賞                | 幻想類電視劇部門 女子特別演技賞         | 吳妍雅         | 提名 |
| 2016年 | SBS演技大賞                | 最佳情侶賞                              | 李敏鎬 全智賢  | 獲獎 |
| 2016年 | SBS演技大賞                | 韓流明星賞                              | 李敏鎬         | 提名 |
| 2016年 | SBS演技大賞                | 韓流明星賞                              | 全智賢         | 提名 |
| 2016年 | SBS演技大賞                | 十大明星賞                              | 李敏鎬         | 獲獎 |
| 2016年 | SBS演技大賞                | 十大明星賞                              | 全智賢         | 獲獎 |
| 2016年 | SBS演技大賞                | IDOL ACADEMY 吃相賞                     | 全智賢         | 獲獎 |
| 2017年 | 第12屆 Soompi Awards       | 2016年度最佳電視劇                      | 藍色海洋的傳說 | 獲獎 |
| 2017年 | 第12屆 Soompi Awards       | 2016年度最佳男演員                      | 李敏鎬         | 獲獎 |
| 2017年 | 第12屆 Soompi Awards       | 2016年度最佳情侶                        | 李敏鎬 全智賢  | 獲獎 |
| 2017年 | 菲律賓 iflix               | 2016年度最佳男演員                      | 李敏鎬         | 獲獎 |
| 2017年 | 2017 National Brand Awards | 2017韓國國家品牌大獎（文化部門）        | 李敏鎬         | 獲獎 |
| 2017年 | 第53屆百想藝術大賞         | 男子人氣賞                              | 李敏鎬         | 提名 |
| 2017年 | 第53屆百想藝術大賞         | 女子人氣賞                              | 全智賢         | 提名 |
| 2017年 | 第八屆澳門國際電視節       | 金蓮花優秀電視劇                        | 藍色海洋的傳說 | 提名 |
| 2017年 | 第八屆澳門國際電視節       | 金蓮花最佳編劇                          | 朴智恩         | 提名 |
| 2017年 | 第八屆澳門國際電視節       | 金蓮花最佳導演                          | 陳赫           | 獲獎 |
| 2018年 | 日本付費 數字電視dtv       | dtv AWARD 2018年度最佳韓劇第一名        | 藍色海洋的傳說 | 獲獎 |
| 2018年 | 日本付費U-NEXT視頻網       | U-NEXT AWARD 2018年度最佳韓劇第一名     | 藍色海洋的傳說 | 獲獎 |

## 相關記事
西媒頭版介紹
- 2016年9月17日 西班牙地區報《Diari de Girona》在主頁頭版公開了題為「夢幻的韓國人橫掃赫羅納」的新聞，介紹了SBS新劇《藍色海洋的傳說》片場。《藍色海洋的傳說》片場 稱李敏鎬為「夢幻的韓國人」[90]

海報設計比賽
- SBS於11月1日至11月8日期間舉辦了此劇集的海報設計比賽，目的是讓觀眾更能參與劇集的製作，並攜手完成這部備受期待的劇集。劇組提供了李敏鎬和全智賢各兩張劇照及劇集名稱標誌外，其餘範疇由參賽者自行發揮。勝出的三個參賽者可獲邀請參與劇集發佈會、李敏鎬簽名海報一張及一些禮品。[91]在比賽開展後一周，參賽的提案已高達200份。然而，劇集最終採用的兩張主海報皆是由SBS自行設計的。

特別播出
- 開播首週週日（2016.11.20）SBS特別播出第一、二集導演版，各集增加約8分鐘未公開內容。
- 2016年12月29日，播出《藍色海洋的傳說》特輯，劇組特別將第1集至第13集的內容進行整理歸納，剪輯為一部「特別電影」。[92]

韓國觀光公社整理拍攝景點
- 2017年2月2日，韓國觀光公社特別整理了韓劇《藍色海洋的傳說》的詳細拍攝景點，方便旅人踩點。[93]
- 2017.5.1 韓國觀光公社旅遊亮點 : “藍海傳奇”拍攝地點揭開[94]

惡搞
- 2017年4月16日，衛視中文台的綜藝節目瘋神無雙以『染色海洋的傳說』惡搞。

## 榮譽紀錄

### 期待度
- 2016下半年最受期待電視劇、男女演員：韓國MOOLMANG網站票選「2016年下半年最令人期待的電視劇演出韓國男星排行榜」，結果吸引近7500人參與投票，李敏鎬以11月新劇《藍色大海的傳說》，獲得40.6%得得票，登上榜首。「2016年下半年最令人期待的電視劇演出韓國女星排行榜」亦吸引逾4500人參與投票，全智賢憑《藍色大海的傳說》榮獲42.6%得票登上榜首。[95][96][97]
- 韓國首播收視率為近4年最高紀錄

2016年11月16開播，據韓國收視率調查公司尼爾森的調查（AGB）結果顯示，SBS《藍色海洋的傳說》首集全國收視率為16.4%，較上一檔劇的大結局收視率（11.0 %）上升了5.4%，在同檔劇中排首位。同時也創下近4年來韓劇首播收視最高紀錄。收視率最高的1分鐘達到20.7%。
- 韓國收視自開播至完結，皆為水木劇第一

自2016年11月16日開播，至20集完結篇，《藍色海洋的傳說》收視始終居於水木劇榜首，並遙遙領先同時段電視劇。其中，19集創下21%的最高紀錄。

### 海內外付費頻道暨海外播映收視率
- 藍海傳奇”首映劇集創下付費頻道收視率紀錄; 成為2016年最高評分的首播劇集。新加坡、馬來西亞、印尼、柬埔寨付費電視頻道 Sony One首播收視率位居榜首 在新加坡，首映式贏得了所有付費電視頻道的時間段，同時勝過馬來西亞的其他所有渠道，首播後同樣佔據同時段第一位,馬來西亞和新加坡各自韓流頻道中分別達到 92% 和 82% 的佔有率。[102][103][104][105]
- 菲律賓視頻網站 iflix播出網站新增會員規模增為加兩倍 ,iflix播出"藍色海洋傳說"新增會員規模增為加兩倍; 觀看該電視劇的用戶為全體20%以上。

- 北美及歐洲主要視頻平台Viki：播出後僅三週便吸引6萬4千名粉絲關注，同時佔據週人氣排名第一位 [106]

此外李敏鎬主演的《繼承者們》亦佔據韓國電視劇整體第一名。
- 付費平台:台灣愛奇藝蟬聯九週「日韓戲劇熱播榜」第一

擁有台灣獨家播放權的愛奇藝線上視頻網站，自2016年11月17日上架，至2017年1月20日止，《藍色海洋的傳說》始終保持在「日韓戲劇」類熱播第一位，蟬聯九週冠軍。
- 衛視中文台首播當集創2017YTD有線電視短篇韓劇收視排行第一

首播全台130萬人在衛視中文台觀看此劇;首播當集創2017YTD有線電視短篇韓劇收視排行第一,瞬間收視更高達2.18，自4月6日在台首播後收視持續攀升，播出第5集;在韓劇收視主力人口25歲至49歲女性觀眾群收視飆到1.64，截至12日全台不重複收視人口達263萬人，收視亮眼。在25歲至49歲女性觀眾族群收視各為2.09、1.98、1.96。
- 2017.5.8  菲律賓ABS-CBN 首播收視率告捷;榮登SNS全國話題榜榜首[113]（5/8~5/30); 藍色海洋傳說 #LOTBS 標籤話題，開播至17集有九天登上菲律賓SNS全國話題榜首, 首播全國收視率15.5%優於同時段的本土劇11.8%也優於同日首播黃金時段韓劇12.1%[114][115][116][117][118][119][120][121]5月30日AGB全國收視率創新高達18.4%，優於同時段的本土劇，也優於同日開播的韓劇。[122][123][124][125][126]

- 藍色海洋的傳說 創高收視 吸睛625萬人 2017韓劇稱冠
- 2017.5.17 昨16日在衛視中文台播出大結局，吸引超多女性同胞一起觀賞，在25至49歲女性收視率上衝3.30，長腿歐巴的「吸睛」功力果然不凡。[10][127][128]
- 2017  新加坡本地10大最受欢迎韩剧 观众最爱《蓝海》 2017.11.21 新加坡聯合早報2017年Sony One频道10部最受欢迎韩剧。去年年尾开播横跨今年年初的《蓝色海洋的传说》，不但以“超能力”吸引观众的眼球，也进入今年10部最受欢迎韩剧榜。这个成绩是由SGTAM根据本地有线电视频道，在黄金时段播出的剧集收视，所结算出来的。[129]
- 2018藍色海洋的傳說播映週年後，成為 俄羅斯 doramatv.ru（電視台視頻網站）最受歡迎的韓劇，2018年1月1日 根據俄羅斯觀眾人數最多的一個電視劇視頻網doramatv.ru 在4390部韓劇中蓝色海洋的传说 最受歡迎播播映量位列第一名。[130][131]

### 評價/獲獎/排行榜
2016
- 2016年12月「韓國電視劇品牌評價」第一名

2016年12月18日，企業評價研究所方面在10月16日至12月17日期間針對20部受到國民喜愛的電視劇節目的379,605,674個品牌大數據進行分析，按照消費者們的綜藝人品牌參與指數、媒體指數、溝通指數、交流指數等進行了測定。最終得出12月電視劇品牌評價排名，《藍色海洋的傳說》位居第一。
- 2016年11.12月「韓國電視劇演員品牌評價」一二名
- 2016年11月19日，韓國企業評價研究所方面公開了11月份電視劇演員品牌評價調查結果，由SBS水木新劇《藍色海洋的傳說》男女主角全智賢和李敏鎬分別拿下了一、二位。[133]
- 2016年12月17日，韓國企業評價研究所方面公開了12月份電視劇演員品牌評價調查結果，SBS水木劇《藍色海洋的傳說》男女主角全智賢和李敏鎬，較11月份的品牌指數均提升了50%以上的數據，且蟬聯了品牌評價的前兩名。[134][135]
- 中國新浪微博2016年度最佳韓劇

2016年12月30日報導，微博與韓星網於12月16日至29日進行「微博最愛年度韓星選舉」，超過12萬人次投票。李敏鎬跟全智賢主演的《藍海傳說》，以41.3%最高得票率封「最佳電視劇」。
- 朝鮮日報2016最愛韓劇，朝鮮日報網年終進行的“2016最愛韓劇”投票活動，2016年12月23日至2017年1月13日的21天間進行的此次活動，共計收到118085張投票。第一名由49293票的《藍色海洋的傳說》獲得。[137][138]
- 第12屆 Soompi Awards 2016年度（最佳電視劇、最佳男演員、最佳情侶）獎，由英語圈韓流網站Soompi評選的「第12屆Soompi奬」中，《藍色海洋的傳說》獲選年度電視劇、年度最佳情侶，李敏鎬榮獲年度最佳男演員奬[139][140][141]
- 韓國影視資料庫網站 HanCinema演員李敏鎬獲評選為「最喜愛的男演員」第一名李敏鎬48億點閱率，2900萬追隨者..壓倒性品牌威力"[142]
- 菲律賓iflix視頻網 2016年度「最佳男演員」，菲律賓視頻網進行 "Best Actor of 2016" 投票中，演員李敏鎬以41.75%得票率獲第一名。[143]
- 2016中國新浪微博年度最愛電視劇

微博跟韓星網於本12月16日至29日進行「微博最愛年度韓星選舉」，超過12萬人投出2016年最愛韓星及劇集，當中由李敏鎬跟全智賢主演的《藍色海洋的傳說》，以41.3%高得票率封「最佳電視劇」。
- DAUM年末特輯- 2016最讓我心動的男人第一名（李敏鎬）

韓國第二大入口網站舉辦年末特輯投票活動「2016讓我最心動的男人」（投票期間2016.12.20～2016.12.27）隨著SBS水木劇《藍色海洋的傳說》的播映，李敏鎬以25%得票率獲得第一名。
- 藍色海洋的傳說播出期間;演員李敏鎬登首爾SSTV 全球K-Star明星週榜第一名

首爾星空衛視SSTV已建立全球韓流排名系統，「全球K-Star排名」是基於各種全球數據選定，國內乃至活躍於世界舞台的韓流明星，Kpop明星的韓流明星排名。

　　* 2016年11月14日～11月20日，李敏鎬因出演SBS《藍色海洋的傳說》人氣上升，排名第二名。

　　* 2017年1月31日～2月6日，李敏鎬因出演SBS《藍色海洋的傳說》加上出道10週年粉絲會，全球人氣上升，登上全球韓流明星週榜第一名。

　　* 2017年2月22日～2月28日，李敏鎬因出演SBS《藍色海洋的傳說》加上獲選為Soompi年度最佳男演員，全球人氣上升，登上全球韓流明星週榜第一名。

2017
- 李敏鎬榮獲「2017國家品牌大獎」，2017年2月21日，韓國國家品牌振興院方面表示，演員李敏鎬被選為「2017國家品牌大獎（2017 National Brand Awards）」文化部門的大獎獲得者。國家品牌大獎方面表示：「近期，李敏鎬透過電視劇《藍色海洋的傳說》提高了韓國電視劇的影響力。在『2016年微博電影之夜』中，李敏鎬獲得了『亞洲電影先鋒人物獎』，成長為超越韓流，代表亞洲的演員。他還擔任了『2016-2018韓國訪問年』宣傳大使，為宣傳韓國做出了貢獻。」[150][151][152][153][154][155][156]
- 「2016-2017全球韓流狀況調查」演員李敏鎬高居「粉絲最想見的韓星」排行榜之首。

2017.4.10 大韓民國文化體育觀光部與韓國文化產業交流財團KOFICE今天發布的「2016-2017全球韓流狀況調查」結果指出，長腿歐巴、演員李敏鎬高居「粉絲最想見的韓星」排行榜之首。（調差查期間 2016年10月至12月）
- 2017唯一獲得澳門金蓮花獎提名的韓劇

20171213 藍色海洋的傳說獲第八屆澳門國際電視節金蓮花獎三項提名（1、金蓮花優秀電視劇 2、金蓮花最佳編劇-朴智恩 3、金蓮花最佳導演-陳赫）2017唯一獲得提名的韓劇。
- 2017  新加坡最熱門的韓劇藍色海洋的傳說，主演李敏鎬10位最熱門的韓國演員排名第二位[161]
- "《藍色海洋的傳說》導演奪獎-2017第8屆澳門國際電視節，藍色海洋的傳說導演陳赫獲第八屆澳門國際電視節金蓮花最佳導演獎（唯一非華語片得獎人）在12月21日舉行的第8屆澳門國際電視節中，電視劇《藍色大海的傳說》導演陳赫奪得了金蓮花最佳導演獎。[162]

2018
- 2018 中國人喜愛的四部韓劇之一，李敏鎬中國人最喜歡的演員第一名

2018.8.24 根據韓國駐華文化院以"文化觀光旅遊為題向7506位中國人問卷調查結果，藍色海洋的傳說為2018最受中國人喜愛的四部韓劇之一，主演李敏鎬為2018中國人最喜歡的韓國演員第一名。

### 影響力/話題/排行榜
- 蟬聯兩週「內容影響力指數(CPI)」第一

2016年11月28日，根據韓國CJ E&M暨尼爾森公布11月第三週（11/14-11/20）內容影響力指數（CPI:Content Power Index），《藍色海洋的傳說》以309.1分的壓倒性優勢位居榜首。2016年12月5日，根據韓國CJ E&M暨尼爾森公布11月第四週（11/21-11/27）50檔最具影響力節目，《藍色海洋的傳說》內容影響力指數（CPI）高達281.3分，排名第一。蟬聯兩週冠軍2月6日公布，已於1月25日收官的SBS水木劇《藍色海洋的傳說》仍以235.1分，位居第三。
- 三度獲得「TV話題性」第一

2016年11月第三週，根據TV話題性分析機構Good Date Corporation發表的11月第三週（調查期間14日-20日）數據排行，《藍色海洋的傳說》以24.97%的話題佔有率摘得電視劇部門第一位，為第二名的電視劇10.24%的占有率兩倍以上。2016年11月第四週（調查期間21日-28日），《藍色海洋的傳說》蟬聯兩週第一。2016年12月到2017年1月居TV話題性第二。2017年1月25日收官後，2017年1月第四週（調查期間23日-30日），仍以12.7%的话题占有率位居第一。
- 中國百度搜索指數分析居韓劇第一

2017年1月10日，韩国电商网站CAFE 24对中国搜索引擎百度提供的百度指数进行分析的结果显示，从去年8月“限韩令”事件爆发到年底，韩剧《蓝色大海的传说》的百度指数最高，达55.6154万点，在包括中国电视剧在内的电视剧整体排行榜上位列第4。
- 中國新浪微博视频指数「海外劇熱議」首週第二 其後十週第一名

　　中國最大社交網路平台新浪微博 纯网热播海外剧每週排行榜：按自然週为统计周期的榜单，每週总数据进行一週排重，按阅读人数排序。

　　*2016/11/20-2016/11/27 《藍色大海的傳說》閱讀人數1935萬，閱讀次數1億，提及人數9萬，提及次數14萬。排名第二。

　　*2016/11/28-2016/12/4  《藍色大海的傳說》閱讀人數4221萬，閱讀次數10億，提及人數24萬，提及次數47萬。排名第一。

　　*2016/12/5-2016/12/11  《藍色大海的傳說》閱讀人數4195萬，閱讀次數13億，提及人數23萬，提及次數47萬。排名第一。

　　*2016/12/12-2016/12/18  《藍色大海的傳說》閱讀人數3982萬，閱讀次數8億，提及人數15萬，提及次數31萬。排名第一。

　　*2016/12/19-2016/12/25 《藍色大海的傳說》閱讀人數4392萬，閱讀次數9億，提及人數18萬，提及次數47萬。排名第一。

　　*2016/12/26-2017/1/1  《藍色大海的傳說》閱讀人數3452萬，閱讀次數7億，提及人數16萬，提及次數35萬。排名第一。

　　*2017/1/2-2017/1/8   未公佈

　　*2017/1/9-2017/1/15  《藍色大海的傳說》閱讀人數4287萬，閱讀次數7億，提及人數18萬，提及次數35萬。排名第一。

　　*2017/1/16-2017/1/22 《藍色大海的傳說》閱讀人數3157萬，閱讀次數6億，提及人數11萬，提及次數26萬。排名第一。

　　*2017/1/23-2017/1/29 未公佈

　　*2017/1/30-2017/2/5《藍色大海的傳說》閱讀人數2966萬，閱讀次數2億，提及人數4萬，提及次數6萬。排名第一。

　　*2017/2/13-2017/2/19《藍色大海的傳說》閱讀人數1155萬，閱讀次數9185萬，提及人數1萬，提及次數2萬。排名第一。

　　*2017/2/20-2017/2/26《藍色大海的傳說》閱讀人數988萬，閱讀次數7955萬，提及人數2萬，提及次數3萬。排名第一。

- 網路溫度計『百大口碑』調查螢幕情侶第一名「網路溫度計」[186]根據網路大數據分析觀測時間：2016/09/18 00:00～2017/03/18 00:00，近半年），《藍色海洋的傳說》李敏鎬、全智賢位列第一。[187][188]
- 2017年 日本週刊雜誌KPOP影音銷售: "韓國・韓流ドラマ・映畫"韓國戲劇·電影藍光DVD銷售量前10名週榜- 藍色海洋的傳說於9/18 上市一週即奪週銷售冠軍[189]日本亞馬遜銷售網韓國戲劇藍光DVD新品銷售時時榜-藍色海洋的傳說-維持整週銷售第一名。 [190]10月份第一週銷售仍然排名第一[191]10月份第四週銷售量第一名[192]
- 2017  日本以實體商店模式出租影音的韓劇，2017年12月6日   日本"TSUTAYA" 官網發佈蓝色海洋的传说 亞洲第一個以實體商店模式出租影音的韓劇在TSUTAYA Sangenjaya商店。[193]
- "2017藍色海洋的傳說OS日本週刊雜誌KPOP影音銷:韓国・韓流ドラマ・映画OST"2017年3月份銷售量冠第一名。[194]2月份第三名[195]5月份第三名[196]7月份第五名[197]

2018
- 2018.10.23 日本:亞洲電視劇U-NEX 根據每個作品收取的費用(TVOD)2018上半年租賃排名(第一名） [198]
- 2018.12.05 日本數字電視dTV 2018年度韓劇排行榜«藍色海洋的傳說» 第一名[199][200]

## 2017Google十大戲劇熱搜榜
| 地區   | 韓劇排名 | 全國排名 | 備注                                                                                     |
| ------ | -------- | -------- | ---------------------------------------------------------------------------------------- |
| 印尼   | 第一名   |          | 印度尼西亞google搜尋榜10個最受歡迎的韓劇位列第一名                                       |
| 越南   | 第一名   | 第五名   | 唯一登入 越南google全國10大熱搜榜的韓劇                                                  |
| 哈薩克 | 第一名   | 第八     | 唯一登入哈薩克共和國 Google年度十大電視劇熱搜榜的韓劇                                    |
| 泰國   | 第二名   | 第六名   | 泰國年度十大電視劇熱搜榜- 韓劇第二名;全國第六名                                          |
| 新加坡 | 第二名   |          | 新加坡最熱門的電視劇之一，Google年度熱搜韓劇排名第二，演員李敏鎬年度10大熱門演員排名第二 |
| 香港   | 第二名   |          | Google年度 香港搜寻(韓劇: 榮登第二名)                                                    |
| 菲律賓 | 第三名   | 第三名   | 菲律賓 Google 趨勢搜尋榜 «全國電視劇熱搜第三名                                           |
| 台灣   | 第三名   | 第七名   | 臺灣 Google 搜尋 (快速竄升電視劇熱搜)-韓劇第三名; 整體排名第七                           |

- 2017 «藍色海洋的傳說»為  印度尼西亞最受歡迎的韓劇 ，在擁有2.8億人口（全球第四大）印度尼西亞google搜尋榜中; 10個最受歡迎的韓劇藍色海洋的傳說位列第一名。（2017.12.14 印度尼西亞新聞)[201][202]
- 2017 « 藍色海洋的傳說»唯一榮登 越南 google 全國10大熱搜榜，（唯一進入擁有9200萬人口的越南全國熱搜前10名的韓劇），2017年12月14日 越南 新聞:"The Legend of the Blue Sea,” a SouthKorean television series about fishermen and mermaids, completed the top 10.[203]
- 2017 « 藍色海洋的傳說»  越南 Google 趨勢搜尋榜 “十大最受關注的電視劇" 韓劇中位居第一名, 全國TV 位居第五名，20171216 越南新聞: 2017 越南 Google 趨勢搜尋榜 “十大搜索排行榜”名單中，電視劇佔據主導地位，前10部電視劇都是在亞洲。[204]
- «藍色海洋的傳說»榮登2017  泰國 Google 年度十大電視劇熱搜榜- 韓劇第二名;全國第六名，根據Google人氣竄升搜索分析藍色海洋的傳說人氣竄升劇集 第一名為第19集，熱門話題為"人魚-神話生物"和"演員李敏鎬"，在19個人氣竄升主題分析中李敏鎬相關佔4個。[205][206]
- 唯一榮登2017 哈薩克共和國 Google年度十大電視劇熱搜榜的韓劇 ，2017年12月13日 根據哈薩克斯坦新聞（bnews.kz）: 哈薩克斯坦的商業，經濟，事件，體育，建築，出口，政治..的一篇文章主題中哈薩克斯坦在2017 Google 趨勢熱搜榜中，韓國奇幻電視劇藍色海洋的傳說 登入年度十大熱搜戲劇，為唯一吸引哈薩克斯坦最多人的韓劇。[207]
- 根據Google發佈2017熱搜訊息« 藍色海洋的傳說» 為 新加坡 最熱門的電視劇之一，Google年度熱搜韓劇排名第二，役期中的演員李敏鎬年度10大熱門演員排名第二 (2017.12.14 新加坡新聞)[208][209][210]
- 2017« 藍色海洋的傳說»Google年度 香港搜寻(韓劇: 榮登第二名) （2017.12.13 詩華曰報）[211]
- 2017 « 藍色海洋的傳說»  菲律賓 Google 趨勢搜尋榜 «全國電視劇熱搜第三名»（2017.12.15 菲律賓新聞)[212]
- 2017 « 藍色海洋的傳說»  臺灣 Google 搜尋 (快速竄升電視劇熱搜)-韓劇第三名; 整體排名第七名»（2017.12.13 自由時報)[213]

## 海外播放
| 播出時間                           | 平台／頻道                                                | 播放區域                                       | 配音     | 字幕             | 備註                   |
| 同步跟播（韓國播出後24小時內播出） |                                                           |                                                |          |                  |                        |
| 2016.11.16                         | BS-TBS                                                    | 歐洲、美洲、 印度                              | 原音     | 已有35種語言     |                        |
| 2016.11.17                         | 愛奇藝（台灣）                                            | 臺灣                                           | 原音     | 正體中文         | 導演版-增加未公開畫面  |
| 2016.11.17                         | TVB myTV Super （页面存档备份，存于）                     | 香港                                           | 原音     | 正體中文         | 劇名為《藍海傳說》     |
| 2016.11.17                         | Sony One TV Asia （页面存档备份，存于）                   | 新加坡、 印度尼西亞、 马来西亚、 柬埔寨        | 原音     | 中文 英文 马来文 |                        |
| 2016.11.17                         | iflix （页面存档备份，存于）                              | 菲律賓、 斯里蘭卡、 泰國、 印度尼西亞 马来西亚 | 原音     | 英文             | [ 216 ]                |
| 2016.11.17                         | HTV2 Channel（YouTube）                                   | 越南                                           | 原音     | 越南文           | [ 217 ]                |
| 2016.11.17                         | BanhTV                                                    | 越南                                           | 越語     |                  | 付費網                 |
| 非同步播出                         |                                                           |                                                |          |                  |                        |
| 2016.12.7                          | KSCI LA18第18頻道                                         | 美国洛杉磯                                     |          | 英語             |                        |
| 2017.                              | AllTV                                                     | 加拿大                                         | 英語     | 英語             |                        |
| 2017.1.18                          | True4U                                                    | 泰國                                           | 雙語     | 泰文             |                        |
| 2017.1.28                          | TVB myTV Super （页面存档备份，存于）                     | 香港                                           | 雙語     | 正體中文         | 劇名為《藍海傳說》     |
| 2017.3.12                          | 星衛娛樂台                                                | 臺灣                                           | 雙語     | 繁體中文         | 三集連播               |
| 2017.3.29                          | 衛星劇場                                                  | 日本                                           |          | 日文             | [ 218 ]                |
| 2017.4.6                           | 衛視中文台                                                | 臺灣                                           | 雙語     | 繁體中文         |                        |
| 2017.4.18                          | 無綫電視J2                                                | 香港                                           | 雙語     | 正體中文         | 劇名為《藍海傳說》     |
| 2017.4.21                          | Hang Meas TV                                              | 柬埔寨                                         |          | 高棉文           |                        |
| 2017.5.8                           | ABS-CBN                                                   | 菲律賓                                         | 菲律賓語 | 菲律賓文         | [ 219 ]                |
| 2017.5.15                          | 俄羅斯 Mongol tv                                          | 俄羅斯                                         |          |                  |                        |
| 2017.5.30                          | 越南胡志明市HTV2電視台                                    | 越南                                           | 越語     | 越文             | [ 220 ]                |
| 2017.7.4                           | 台灣FOX台                                                 | 臺灣                                           | 雙語     | 繁體中文         | 兩集連播               |
|                                    | TKL                                                       | 越南                                           |          |                  |                        |
| 2017.10.9                          | Mnet TV                                                   | 日本                                           | 雙語     | 日文             | 青い海の伝説           |
| 2017.10.18                         | DTV27                                                     | 阿爾及利亞                                     | 阿拉伯語 | 阿拉伯文         |                        |
| 2017.12.10                         | 台視                                                      | 臺灣                                           | 雙語     | 繁體中文         | 兩集連播               |
| 2017.12.6                          | U-NEXT （页面存档备份，存于）付費視頻網                   | 日本                                           | 日文     | 日文             |                        |
| 2018.1.1                           | giaitritv                                                 | 越南胡志明市                                   | 越語     | 越文             |                        |
| 2018.3.22                          | テレビ東京TVTOKYO                                         | 日本東京                                       | 日語     | 日文             |                        |
| 2018.4.4                           | ホームドラマチャンネル （页面存档备份，存于）家庭劇院     | 日本                                           | 日語     | 日文             | 青い海の伝説           |
| 2018.3.2                           | Ch.618 エンタメ～テレＨＤ娛樂頻道                         | 日本                                           | 日語     | 日文             | 青い海の伝説           |
| 2018.4.28                          | iflix 坦尚尼亞                                            | 坦桑尼亚                                       | 英語     | 英文             | legend of the blue sea |
| 2018.5.15                          | 衛視中文台                                                | 臺灣                                           | 雙語     | 繁體中文         | 連播兩小時             |
| 2018.6.18                          | 日本 BS-TBS                                               | 日本                                           | 日語     | 日文             | 青い海の伝説           |
| 2018                               | Astro华丽台 Astro华丽台HD                                 | 马来西亚                                       | 雙語     | 繁体中文，马来文 | 劇名為《藍海傳說》     |
| 2018.7.8                           | Roya TV                                                   | 约旦                                           | 阿拉伯語 | 阿拉伯文         | اسطورة البحر الازرق    |
| 2018.7.25                          | "テレビ愛知"電視台                                        | 日本                                           | 日語     | 日文             | 青い海の伝説           |
| 2018.8.20                          | 日本TSC (テレビせとうち 岡山・香川)瀨戶內電視台-岡山·香川 | 日本                                           | 日語     | 日文             | 青い海の伝説           |
| 2018.10.2                          | フジテレビtwo(日本富士電台TWO                             | 日本                                           | 日語     | 日文             | 青い海の伝説           |
| 2018.9.5                           | Asianovela Channel                                        | 菲律賓                                         |          |                  |                        |
| 2019.1.20                          | GYAO                                                      | 日本                                           |          |                  |                        |
| 2020.5.26                          | Indosiar                                                  | 印度尼西亞                                     | 印尼语   |                  |                        |

### 網路頻台
| 平台                          | 所在地                                          | 播映時間   | 集數 | 備註 |
| ----------------------------- | ----------------------------------------------- | ---------- | ---- | ---- |
| 愛奇藝                        | 臺灣                                            | 2016.11.17 | 20   | 付費 |
| U-NEXT （页面存档备份，存于） | 日本                                            | 2018       | 20   | 付費 |
| dTV                           | 日本                                            | 2018.10.1  | 20   | 付費 |
| GYAO                          | 日本                                            | 2019.1.20  | 20   | 付費 |
| ピッコマTV                    | 日本                                            | 2019.4.7   | 20   | 付費 |
| paravi                        | 日本                                            | 2019.6.15  | 20   | 付費 |
| NETFLIX                       | 日本、 臺灣、 印度尼西亞、 菲律賓 挪威 马来西亚 | 2018-2019  | 20   | 付費 |
| hulu                          | 美国                                            | 2018       | 20   | 付費 |
| iflix                         | 马来西亚 斯里蘭卡 菲律賓 印度尼西亞             | 2016       | 20   | 付費 |
| viki                          | 美国                                            | 2016       | 20   | 付費 |

## 各地重播訊息
- 2017.7.15  泰國（True4U）每週六.日
- 2017.7.25  日本星衛劇場 重播
- 2017.9.4  菲律賓(ABS-CBN) 重播
- 2018.2.27  日本（M-ent）TV 重播
- 2018.5.15 台灣衛視中文台  臺灣 重播20:22:00
- 2018.7.25  日本家庭劇院（ホームドラマチャンネル）
- 2018.7.26 香港無線 MYTV-SUPER J2台 （6:30、14:00）
- 2018.9.7  日本 BS-TBS 星期一至星期五星期五 （7：00-7：54）
- 2018.10.01  马来西亚、 新加坡、  Sony ONE 星期一至五 17:45 - 19:00
- 2018.12.4 起  星衛娛樂台 臺灣
- 2019.1.6 フジテレビtwo( 日本富士電台TWO)
- 2019.2.1 起 FOX  臺灣 每週一～週五 晚上8:00
- 2019.3.20 起 ONETV ASIA  印度尼西亞 每週三～週五（早、中、晚）時段 重播，暨週日下午1:20起連播三集。
- 2019.4.4  日本 AbemaTV（韓流・華流チャンネル) 4月4日(四) 21:00 重播
- 2019.5.7  日本 BS-TBS1 5月7日(二) 20:30 起重播。
- 2019.5.31  日本 大阪テレビ 大阪電視週日起重播。
- 2019.6.3 起  臺灣 衛視中文台 重播。
- 2019.8.5 起  日本 BS-TBS頻道
- 2019.7.15～2019.7.16  日本 AbemaTV（韓流・華流) 20集一次放送。
- 2019.7.23  日本 AbemaTV（韓流・華流) 10:15 重播
- 2019.9.5   channel頻道，重播
- 2019.9.24  日本 TBS1 每週二 重播。
- 2019.9.26  日本 AbemaTV（韓流・華流) 18:45 重播
- 2019.10.7 起   SBS & FashionN 頻道，重播
- 2019.10.24  日本 TBS2 每週二 重播。
- 2019.11.7  日本 DATV 每週四重播（2集）
- 2020.5.26  印度尼西亞 Indosiar 每週一～週五 晚上 21:00

## 外部連結
- 韓國SBS官方網站 （页面存档备份，存于）
- 韓國NAVER藍色海洋的傳說網頁
- 在Netflix上觀看《藍色海洋的傳說》

| SBS 特別劇                                   | SBS 特別劇                                       | SBS 特別劇 |
| -------------------------------------------- | ------------------------------------------------ | ---------- |
|                                              | 藍色海洋的傳說 （2016年11月16日－2017年1月25日） |            |
| 嫉妒的化身 （2016年8月24日－2016年11月10日） | 師任堂，光的日記 （2017年1月26日－2017年5月4日） |            |

| 新加坡 马来西亚 印度尼西亞 柬埔寨 SONY ONE HD 星期四至五 20:10 - 21:35（與韓國24小時之內播出） | 新加坡 马来西亚 印度尼西亞 柬埔寨 SONY ONE HD 星期四至五 20:10 - 21:35（與韓國24小時之內播出） | 新加坡 马来西亚 印度尼西亞 柬埔寨 SONY ONE HD 星期四至五 20:10 - 21:35（與韓國24小時之內播出） |
| ---------------------------------------------------------------------------------------------- | ---------------------------------------------------------------------------------------------- | ---------------------------------------------------------------------------------------------- |
|                                                                                                | 藍色大海的傳說 （2016年11月17日－2017年1月26日）                                               |                                                                                                |
| 嫉妒的化身 （2016年8月25日－2016年11月11日）                                                   | SBS特輯電視劇 （2017年2月16日－2017年5月5日）奇怪的拍檔 （2017年5月11日－2017年7月14日）       |                                                                                                |

| 泰國 True4u頻道 星期三、四 20:00 - 21:00 | 泰國 True4u頻道 星期三、四 20:00 - 21:00 | 泰國 True4u頻道 星期三、四 20:00 - 21:00 |
| ---------------------------------------- | ---------------------------------------- | ---------------------------------------- |
|                                          | （2017年1月18日－2017年4月20日）         |                                          |
| （2017年 月 日－2017年 月 日）           | （2017年4月20日－2017年 月 日）          |                                          |

| 臺灣 星衛娛樂台 星期日 22:00 - 00:00（三集連播） · 5月14日 22:00 - 23:20 | 臺灣 星衛娛樂台 星期日 22:00 - 00:00（三集連播） · 5月14日 22:00 - 23:20 | 臺灣 星衛娛樂台 星期日 22:00 - 00:00（三集連播） · 5月14日 22:00 - 23:20 |
| ------------------------------------------------------------------------ | ------------------------------------------------------------------------ | ------------------------------------------------------------------------ |
|                                                                          | 藍色海洋的傳說 （2017年3月12日－2017年5月14日）                          |                                                                          |
| 繼承者們（重播） （2017年1月1日－2017年3月5日）                          | 老婆這週要出牆 （2017年5月14日－2017年6月11日）                          |                                                                          |
| 臺灣 衛視中文台 星期一至五 21:00 - 22:00                                 |                                                                          |                                                                          |
| 超人媽咪袋鼠爸 （2017年2月8日－2017年4月6日）                            | 藍色海洋的傳說 （2017年4月6日－2017年5月16日）                           | 老婆這週要出牆 （2017年5月17日－2017年5月30日）                          |
| 臺灣 FOX、FOX HD 星期一至五 21:00 - 22:00                                |                                                                          |                                                                          |
| W－兩個世界 （2017年6月1日－2017年7月3日）                               | 藍色海洋的傳說 （2017年7月4日－2017年8月11日）                           | 老婆這週要出牆 （2017年8月14日－2017年9月6日）                           |

| 日本 衛星劇場CS 星期三 23:00 - 01:30（兩集連播） | 日本 衛星劇場CS 星期三 23:00 - 01:30（兩集連播） | 日本 衛星劇場CS 星期三 23:00 - 01:30（兩集連播） |
| ------------------------------------------------ | ------------------------------------------------ | ------------------------------------------------ |
|                                                  | （2017年3月29日－2017年5月31日）                 |                                                  |
|                                                  | （2017年5月31日－2017年7月26日）                 |                                                  |
| 日本 衛星劇場CS 星期二 17:00 - 19:30（重播）     |                                                  |                                                  |
| —                                                | （2017年7月25日－2017年9月19日）                 | —                                                |

| 日本 Mnet TV 星期一、二 22:00 - 23:15 | 日本 Mnet TV 星期一、二 22:00 - 23:15        | 日本 Mnet TV 星期一、二 22:00 - 23:15 |
| ------------------------------------- | -------------------------------------------- | ------------------------------------- |
|                                       | （2017年10月9日－2017年12月12日）            |                                       |
| —                                     | —                                            |                                       |
| 星期二至三（重播）                    |                                              |                                       |
| —                                     | 青い海の伝説 （2018年2月27日－2018年5月2日） | —                                     |

| 日本 テレビ東京 星期一至五 08:15 - 09:11 | 日本 テレビ東京 星期一至五 08:15 - 09:11    | 日本 テレビ東京 星期一至五 08:15 - 09:11 |
| ---------------------------------------- | ------------------------------------------- | ---------------------------------------- |
|                                          | （2018年3月22日－2018年4月20日）            |                                          |
| —                                        | Oh My 錦朏 （2018年4月23日－2018年5月18日） |                                          |

| 香港 電視廣播有限公司J2 星期一至五 23:05 - 00:00 | 香港 電視廣播有限公司J2 星期一至五 23:05 - 00:00 | 香港 電視廣播有限公司J2 星期一至五 23:05 - 00:00 |
| ------------------------------------------------ | ------------------------------------------------ | ------------------------------------------------ |
|                                                  | （2017年4月18日－2017年5月23日）                 |                                                  |
| （2017年2月17日－2017年4月17日）                 | （2017年5月24日－2017年6月26日）                 |                                                  |

| 菲律賓 ABS-CBN 星期一至五 17:00 - 17:45         | 菲律賓 ABS-CBN 星期一至五 17:00 - 17:45          | 菲律賓 ABS-CBN 星期一至五 17:00 - 17:45 |
| ----------------------------------------------- | ------------------------------------------------ | --------------------------------------- |
|                                                 | 藍色海洋的傳說 （2017年5月8日－2017年7月14日）   |                                         |
| 本土劇                                          | 雲畫的月光（重播） （2017年7月17日－2017年月日） |                                         |
| 菲律賓 ABS-CBN 星期一至五 22:00 - 22:45（重播） |                                                  |                                         |
| 舉重妖精金福珠 （2017年7月10日－2017年9月4日）  | 藍色海洋的傳說 （2017年9月4日－2017年10月27日）  | 花郎 （2017年10月30日－- 2018年1月5日） |

| 非州阿爾及利亞 ATV27 星期三、四 20:00 - 21:00 | 非州阿爾及利亞 ATV27 星期三、四 20:00 - 21:00     | 非州阿爾及利亞 ATV27 星期三、四 20:00 - 21:00 |
| --------------------------------------------- | ------------------------------------------------- | --------------------------------------------- |
|                                               | 藍色海洋的傳說 （2017年10月18日－2017年12月21日） |                                               |
| —                                             | —                                                 |                                               |

| 越南HTV2 星期一至五 21:00 - 22:00 | 越南HTV2 星期一至五 21:00 - 22:00 | 越南HTV2 星期一至五 21:00 - 22:00 |
| --------------------------------- | --------------------------------- | --------------------------------- |
|                                   | 藍色海洋的傳說（2017年5月30日－） |                                   |
| —                                 | —                                 |                                   |

| 臺灣 台視 星期日 20:00 - 22:00（兩集連播）      | 臺灣 台視 星期日 20:00 - 22:00（兩集連播）                    | 臺灣 台視 星期日 20:00 - 22:00（兩集連播） |
| ----------------------------------------------- | ------------------------------------------------------------- | ------------------------------------------ |
|                                                 | 藍色海洋的傳說 （2017年12月10日－2018年3月11日）              |                                            |
| 舉重妖精金福珠 （2017年10月1日－2017年12月3日） | 孤單又燦爛的神－鬼怪（重播） （2018年3月18日－2018年6月17日） |                                            |

| 日本 家庭劇院（ホームドラマチャンネル） 星期三 14:00 - 15:15                                                                     | 日本 家庭劇院（ホームドラマチャンネル） 星期三 14:00 - 15:15 | 日本 家庭劇院（ホームドラマチャンネル） 星期三 14:00 - 15:15 |
| --- | ------------------------------------------------------------ | ------------------------------------------------------------ |
| | （2018年4月4日－2018年 月 日）                               |                                                              |
| — | —                                                            |                                                              |
| 日本 家庭劇院（ホームドラマチャンネル）重播 星期一 03:15、22:15-23:30 · 導演版重播日期: 6/6、6/13、6/20 時間:06:00、14:00、21:00 |                                                              |                                                              |
| 被告人 （2018年6月2日－2018年7月 日）                                                                                            | （2018年7月25日－2018年 月 日）                              |                                                              |

| 日本 日本（BS-TBS）TV 星期一至五 17:00 - 17:54 首播 | 日本 日本（BS-TBS）TV 星期一至五 17:00 - 17:54 首播 | 日本 日本（BS-TBS）TV 星期一至五 17:00 - 17:54 首播 |
| --------------------------------------------------- | --------------------------------------------------- | --------------------------------------------------- |
|                                                     | （2018年6月18日－2018年 月 日）                     |                                                     |
| 我的野蠻女友 (2018年5月11日－2018年6月 日）         | —                                                   |                                                     |

| 印度尼西亞 Indosiar 星期一至日 21:00 - 22:30 · 6月12日 停播 | 印度尼西亞 Indosiar 星期一至日 21:00 - 22:30 · 6月12日 停播 | 印度尼西亞 Indosiar 星期一至日 21:00 - 22:30 · 6月12日 停播 |
| ----------------------------------------------------------- | ----------------------------------------------------------- | ----------------------------------------------------------- |
|                                                             | 藍色海洋的傳說 （2020年5月26日－2020年6月15日） 印尼语配音  |                                                             |
| —                                                           | 当你沉睡时 （2020年6月16日一2020年） （印尼语配音）         |                                                             |

| 臺灣 東森戲劇台 星期一至五 23:00 - 00:00    | 臺灣 東森戲劇台 星期一至五 23:00 - 00:00         | 臺灣 東森戲劇台 星期一至五 23:00 - 00:00 |
| ------------------------------------------- | ------------------------------------------------ | ---------------------------------------- |
|                                             | 藍色海洋的傳說 （2021年9月15日－2021年10月21日） |                                          |
| 愛我的間諜 （2021年8月12日－2021年9月14日） | W－兩個世界 （2021年10月22日－2021年）           |                                          |
| 臺灣 東森綜合台 星期一至五 19:00 - 20:00    |                                                  |                                          |
| 愛我的間諜 （2021年8月13日－2021年9月15日） | 藍色海洋的傳說 （2021年9月16日－2021年10月22日） | W－兩個世界 （2021年10月25日－2021年）   |

1. ↑  Mnet TV